# Molino Dorino (métro de Milan)
Molino Dorino est une station de la ligne 1 du métro de Milan.